# روسکه
روسکه (به مجاری:  Röszke) یک منطقهٔ مسکونی در شهرستان چونگراد-چاناد، ناحیه سگد در مجارستان واقع شده‌است. این روستا در بحران مهاجرتی اروپا، تبدیل به اردوگاه پناهجویان شد.
روسکه ۳۶٫۶۳ کیلومتر مربع مساحت و ۳٬۳۰۳ نفر جمعیت دارد.

## بحران مهاجرتی اروپا
بزرگراه M5 مجارستان در ۳ کیلومتری روسکه در ادامه به شهر هورگوش در صربستان متصل می‌شود؛ در طول بحران مهاجرتی اروپا، روسکه به محل تردد مهاجران تبدیل و اردوگاهی نیز برای آن ترتیب داده‌شد.

## خواهرخوانده
شهر کانیژا خواهرخواندهٔ روسکه است.